# Sucre de pomme
Le sucre de pomme est une confiserie de Rouen en Normandie.

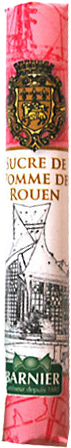

## Caractéristiques
Lors de sa création au XVIe siècle, le sucre de pomme était préparé avec ¼ de jus concentré de pommes à couteau et ¾ de sucre chauffé à 140 °C avant d’être formé en bâtonnets, tablettes ou pastilles recouvertes d’une couche de sucre. Cette recette initiale a été améliorée par l’addition de glucose puis d’essence de pomme et de jus de citron de façon à obtenir un sucre de pomme parfaitement transparent.
En 1865, on lui a donné la forme d'un bâtonnet d’une dizaine de centimètres représentant le Gros-Horloge de Rouen et il est vendu dans un emballage gris, blanc et or.